# Kochanki (Starogard Gdański)
Kochanki (Kochanka) – część Starogardu Gdańskiego, położona częściowo na obszarze Lasu Szpęgawskiego, w północno-wschodniej części miasta, w pobliżu jeziora Kochanka. 